# کرم قلابدار
کرم قلابدار (Hookworm) نوعی از کرم‌های لوله‌ای است.
............
آلودگی با کرم‌های قلابدار از شایع‌ترین آلودگی‌های کرمی انسان و است. دو نوع کرم قلابدار، آنسیلوستوما دوئودوناله یا کرم قلابدار دنیای قدیم و نکاتور آمریکانوس یا کرم قلابدار دنیای جدید وجود دارد.این کرم‌ها به خونخواری شهرت دارند و جزو انگل‌های روده باریک طبقه‌بندی می‌شوند

## اهمیت بیماری
حدود یک میلیارد نفر از مردم جهان را آلوده کرده و روزانه ۹ میلیون لیتر خون انسان را هدر می‌دهند. این انگل اقدام به خونخواری می‌کند و مبتلایان به آن دچار کمخونی می‌شوند.که به‌دنبال وارد شدن به مرحله کم خونی دچار افزایش تپش قلب یا تاکیکاردی میگردند که به دنبال آن قلب بزرگ می‌شود و از دسته بیماران انگلی وارد دسته بیماران قلبی می‌شوند . در ایران به‌ویژه مناطق چای‌کاری و برنج‌کاری شمال آلودگی به هر دو نوع کرم قلابدار شیوع دارد.

## سیکل زندگی کرم
این کرم در حدود یک سانتی‌متر طول دارد و در روده باریک انسان زندگی می‌کند. کرم بالغ در قسمت بالای روده باریک به‌سر می‌برد. هر کرم ماده روزانه ۲۰٬۰۰۰ تخم می‌گذارد که با مدفوع دفع می‌شود. در شرایط مناسب پس از ۲۴ تا ۴۸ ساعت از تخم لارو آزاد می‌شود و در خاک زندگی کند. اگر لارو از دهان، یا پوست وارد بدن انسان شود از راه جریان خون به شش می‌رسد و وارد حبابچه‌ها می‌شود و سرانجام به حلق و از آنجا به روده باریک می‌رسد و در آنجا طی مدت ۵ هفته بالغ می‌شود و شروع به خونخواری می‌کند؛ و در کم‌خونی پیش می‌آید. شدت بیماری با تعداد کرم، سن فرد و رژیم غذایی بستگی دارد. کودکان دچار کم‌خونی شدید، رنگ پریدگی، کاهش رشد و عوارض متعدد دیگر مانند یبوست، اسهال و تپش قلب می‌شوند. شدت بیماری در نزد زنان آبستن و شیرده و کسانی که احتیاج بیشتری به آهن دارند محسوس‌تر است.
کرم‌های قلاب‌دار در سرتاسر دنیا وجود دارند بیماری‌زایی در نواحی روستایی ایران و مزارع چای و برنج و مناطقی که مستراح بهداشتی ندارند یا از کود انسانی استفاده می‌شود و افراد با پای برهنه راه می‌روند بیشتر است لارو از راه پوست وارد بدن می‌شود. ممکن است هنگام ورود لارو کهیر و خیز همراه با خارش دیده شود.

## تشخیص کرم قلابدار
لارو مرحله سوم این انگل  هم از طریق گوارش  وهم از طریق  پوست انسان را مورد تهاجم قرار میدهد و به علت  وارد شدن این لاروها از طریق پوست  محل ورود قرمز و ملتهب می‌شود و با خارش همراه است  .و علاوه بر این به علت مهاجرت احشایی انگل درگیری ریه و پنومونی مشاهده می‌شود ولی در مقایسه با سندرم لفلر خفیف تر است. با بررسی مستقیم مدفوع در زیر میکروسکوپ می‌توان تخم کرم قلابدار را مشاهده کرد.

## پیشگیری و کنترل کرم قلابدار
پیشگیری با توجه به خون‌خواری کرم قلابدار و کم‌خونی ناشی از آن، اجرای اقدامات پیشگیرانه زیر ضروری است.
- استفاده از دستشویی ‌های بهداشتی
- عدم استفاده از کود انسانی و رعایت بهداشت و استفاده از کفش
- کارگران مزارع مخصوص شالیزارها باید چکمه‌های بلند وسالم بپوشند
- سبزی را باید با مواد ضدعفونی‌کننده مناسب گندزدایی کرد و پس از شستشو با آب سالم از آن‌ها استفاده کرد.
- در صورت مسافرت به مناطقی که این انگل شیوع دارد مانند مناطق شمالی باید از تماس زیاد با خاک و ماسه‌های ساحل خودداری کرد

## درمان
این انگل قابل درمان است درصورتی که فردی به انگل آلوده باشد می‌تواند با مراجعه به پزشک و استفاده از ترکیبات مبندازول و لوامیزول درمان کرد. در عین حال با توجه به کم‌خونی ناشی از بیماری باید بیمار با رژیم‌های غذایی آهن دار یا استفاده از قرص آهن کم بود آهن را جبران نماید.

## پژوهش مرتبط با حساسیت به گلوتن
آلرژی به گلوتن می تواند به دو دسته سلیاک و عدم تحمل گلوتن تقسیم شود. سلیاک یک بیماری خودایمنی است که در آن سیستم ایمنی به روده کوچک حمله می کند. عدم تحمل گلوتن علائمی مشابه سلیاک ایجاد می کند اما به روده کوچک آسیب نمی رساند.
درمان کرم قلابدار یک روش درمانی تجربی برای سلیاک است که در آن از کرم های قلابدار برای تعدیل سیستم ایمنی و کاهش واکنش به گلوتن استفاده می شود.

### نحوه عملکرد
تعدیل دستگاه ایمنی: کرم های قلابدار به گونه ای تکامل یافته اند که دستگاه ایمنی میزبان را برای بقا سرکوب می کنند. محققان بر این باورند که وجود آنها می تواند پاسخ ایمنی را به گونه ای تغییر دهد که واکنش مضر به گلوتن در افراد مبتلا به سلیاک را کاهش دهد.
محیط روده: گمان می رود که کرم های قلابدار ممکن است بر میکروبیوم روده یا به نوعی محیط روده را به گونه ای تغییر دهند که برای افراد مبتلا به مشکلات مربوط به گلوتن مفید باشد.
مطالعات اولیه: مطالعات اولیه نشان داد که افراد مبتلا به سلیاک که به کرم های قلابدار آلوده شده بودند، ممکن است به تدریج گلوتن را بدون واکنش شدید به رژیم غذایی خود بازگردانند.
آزمایش‌ها بزرگتر: آزمایش‌ها جدیدتر و بزرگتر نتایج کمتری قطعی را نشان داده است. در حالی که شرکت کنندگان تحت درمان با کرم قلابدار تحمل به مقادیر کم گلوتن را نشان دادند و علائم کمتری را با قرار گرفتن در معرض گاه به گاه گلوتن گزارش دادند، این درمان تحمل به مقادیر بیشتر یا معمولی گلوتن را بازیابی نکرد.
درمان کرم قلابدار به نظر نمی رسد یک درمان قطعی برای سلیاک باشد. شواهد فعلی نشان دهنده پتانسیل بالقوه در کاهش شدت علائم با قرار گرفتن در معرض گاه به گاه و مقادیر کم گلوتن است، اما نیاز به رژیم غذایی بدون گلوتن را از بین نمی برد.
عوارض جانبی: کرم های قلابدار انگل هستند و می توانند عوارضی مانند ناراحتی شکم، کم خونی و خستگی ایجاد کنند.

درمان کرم قلابدار به طور گسترده در دسترس نیست یا به عنوان یک درمان تأیید نشده است. این روش بیشتر در مطالعات تحقیقاتی خاص ارائه می شود.